# Associazione Calcio Cesena 2003-2004
Questa pagina raccoglie le informazioni riguardanti l'Associazione Calcio Cesena nelle competizioni ufficiali della stagione 2003-2004.

## Stagione
Nella stagione 2003-2004 il Cesena affidato a Fabrizio Castori viene promosso in Serie B e conquista la Coppa Italia di Serie C. In campionato, dopo una partenza lenta non si ferma più, si piazza in terza posizione con 58 punti, primo e promosso diretto l'Arezzo, il Cesena nella semifinale playoff supera nel doppio confronto il Rimini, mentre nelle finali supera il Lumezzane, pari al Manuzzi e vittoria (1-2) a Lumezzane, dopo i tempi supplementari in una partita rissosa con cinque espulsi, che è costata una lunga squalifica di due anni al tecnico marchigiano Castori, che ha aggredito un giocatore avversario. Con questo successo la squadra romagnola torna tra i cadetti dopo quattro stagioni. Sono passati 47 anni dalla conquista del primo trofeo vinto dal Cesena nel 1957, campione regionale del campionato di "Promozione", ora i bianconeri mettono in bacheca il secondo e più prestigioso trofeo della propria storia, quello della Coppa Italia di Serie C. Grazie al piazzamento del torneo scorso, i bianconeri hanno prima partecipato alla Coppa Italia Tim Cup dove nel primo turno hanno eliminato Genoa, Torino e Livorno, per essere poi eliminati nel secondo turno dal Perugia. Poi il Cesena entra in scena nei sedicesimi della Coppa Italia di Serie C superando il San Marino, negli ottavi ha superato la Reggiana, nei quarti il Sora, nelle semifinali ha avuto la meglio sul Cittadella, mentre nella doppia finale ha superato la Pro Patria, alzando al cielo il Trofeo. Miglior realizzatore di questa splendida stagione è stato il parmense Simone Cavalli autore di 19 reti, 16 delle quali in campionato, ottimo anche il contributo del ventenne cesenate Marco Bernacci autore di 13 reti.

## Rosa
| N. |                   | Ruolo | Calciatore         |
| -- | ----------------- | ----- | ------------------ |
|    | Italia (bandiera) | D     | Marco Ambrogioni   |
|    | Italia (bandiera) | A     | Marco Bernacci     |
|    | Italia (bandiera) | C     | Roberto Biserni    |
|    | Italia (bandiera) | D     | Riccardo Bocchini  |
|    | Italia (bandiera) | A     | Simone Cavalli     |
|    | Italia (bandiera) | D     | Luca Ceccarelli    |
|    | Italia (bandiera) | A     | Emanuele Chiaretti |
|    | Italia (bandiera) | C     | Simone Confalone   |
|    | Italia (bandiera) | C     | Giuseppe De Feudis |
|    | Italia (bandiera) | C     | Adriano Fiore (II) |
|    | Italia (bandiera) | D     | Simone Groppi      |
|    | Italia (bandiera) | P     | Giovanni Indiveri  |
|    | Italia (bandiera) | A     | Giordano Meloni    |

| N. |                    | Ruolo | Calciatore            |
| -- | ------------------ | ----- | --------------------- |
|    | Italia (bandiera)  | D     | Stefano Mundula       |
|    | Camerun (bandiera) | C     | Frank Oliver Ongfiang |
|    | Italia (bandiera)  | D     | Maurizio Peccarisi    |
|    | Italia (bandiera)  | A     | Manolo Pestrin        |
|    | Italia (bandiera)  | C     | Ivan Piccoli          |
|    | Italia (bandiera)  | A     | Nicola Pozzi          |
|    | Italia (bandiera)  | C     | Nico Pulzetti         |
|    | Italia (bandiera)  | C     | Cristian Ranalli      |
|    | Italia (bandiera)  | D     | Angelo Rea            |
|    | Italia (bandiera)  | C     | Davide Tedoldi        |
|    | Italia (bandiera)  | D     | Paolo Tricoli         |
|    | Italia (bandiera)  | P     | Giovanni Vecchini     |

## Risultati

### Serie C1

#### Girone di andata
| Busto Arsizio 31 agosto 2003 1ª giornata | Pro Patria  | 0 – 0 | Cesena | Stadio Carlo Speroni\| Arbitro: \| Celi (Bari) \| |
| Arbitro:                                 | Celi (Bari) |       |        |                                                   |

| Arbitro: | Mariuzzo (Venezia) |

|                            |           |                                 |
| Tedoldi 23’ Ambrogioni 79’ | Marcatori | 7’ (aut.) Tedoldi 70’ Matteassi |

| Cittadella 14 settembre 2003 3ª giornata | Cittadella      | 0 – 0 | Cesena | Stadio Piercesare Tombolato\| Arbitro: \| Banti (Livorno) \| |
| Arbitro:                                 | Banti (Livorno) |       |        |                                                              |

| Arbitro: | Pantana (Macerata) |

|            |           |  |
| Cavalli 8’ | Marcatori |  |

| Arbitro: | Bernardoni (Modena) |

|             |           |                                                         |
| Tedoldi 45’ | Marcatori | 41’ Lamma 43’ Zacchei 73’ (rig.) N. Rizzo 85’ Rinaldini |

| Arbitro: | Herberg (Messina) |

|                  |           |                            |
| Gelsi 28’ (rig.) | Marcatori | 7’, 45+1’ (rig.) Chiaretti |

| Arbitro: | Landolfo (Frattamaggiore) |

|                       |           |               |
| Pozzi 66’ Cavalli 76’ | Marcatori | 63’ Bandirali |

| Arbitro: | Marelli (Como) |

|              |           |                |
| Pessotto 19’ | Marcatori | 13’ Ambrogioni |

| Arbitro: | Banti (Livorno) |

|                                                 |           |                |
| Cavalli 6’ (rig.) Ambrogioni 22’ Ongfiang 90+4’ | Marcatori | 67’ Sinigaglia |

| Arbitro: | Pantana (Macerata) |

|             |           |  |
| Rachini 45’ | Marcatori |  |

| Arbitro: | Forconi (Aprilia) |

|               |           |  |
| Pozzi 8’, 15’ | Marcatori |  |

| Arbitro: | Zanardo (Conegliano) |

|                                 |           |                    |
| Mussi 60’ (rig.), 77’ Porro 82’ | Marcatori | 62’ (rig.) Cavalli |

| Arbitro: | Ciampi (Roma) |

|                              |           |  |
| Cavalli 51’ (rig.) Pozzi 54’ | Marcatori |  |

| Arbitro: | Stefanini (Prato) |

|                            |           |                                     |
| Campolonghi 6’ Morello 38’ | Marcatori | 71’ (rig.) Cavalli 90+5’ Ambrogioni |

| Arbitro: | P.S. Mazzoleni (Bergamo) |

|               |           |                  |
| Confalone 41’ | Marcatori | 63’ (rig.) Selva |

| Novara 21 dicembre 2003 16ª giornata | Novara            | 0 – 0 | Cesena | Stadio Silvio Piola\| Arbitro: \| Damato (Barletta) \| |
| Arbitro:                             | Damato (Barletta) |       |        |                                                        |

| Arbitro: | Velotto (Grosseto) |

|            |           |                |
| Cavalli 5’ | Marcatori | 47’ A. Maniero |

#### Girone di ritorno
| Arbitro: | Benedetti (Viterbo) |

|                                                         |           |          |
| Cavalli 17’, 35’ (rig.) Pestrin 22’ Bernacci 37’ (rig.) | Marcatori | 20’ Kalu |

| Arbitro: | Orsato (Schio) |

|            |           |              |
| Alessi 45’ | Marcatori | 14’ Bernacci |

| Arbitro: | Brunialti (Trento) |

|                   |           |                  |
| Bernacci 16’, 34’ | Marcatori | 90’ (rig.) Amore |

| Arbitro: | Squillace (Catanzaro) |

|  |           |                                |
|  | Marcatori | 33’ (rig.) Cavalli 84’ Piccoli |

| Prato 15 febbraio 2004 22ª giornata | Prato            | 0 – 0 | Cesena | Stadio Lungobisenzio\| Arbitro: \| Lioce (Molfetta) \| |
| Arbitro:                            | Lioce (Molfetta) |       |        |                                                        |

| Arbitro: | Damato (Barletta) |

|              |           |               |
| Peccarisi 1’ | Marcatori | 6’ Abbruscato |

| Arbitro: | Fiori (Perugia) |

|               |           |                                     |
| Cardamone 68’ | Marcatori | 8’, 48’ Bernacci 45’ (rig.) Cavalli |

| Arbitro: | Orsato (Schio) |

|                            |           |            |
| Ambrogioni 23’ Cavalli 89’ | Marcatori | 40’ Masini |

| Lumezzane 21 marzo 2004 26ª giornata | Lumezzane             | 0 – 0 | Cesena | Nuovo Stadio Comunale\| Arbitro: \| Squillace (Catanzaro) \| |
| Arbitro:                             | Squillace (Catanzaro) |       |        |                                                              |

| Arbitro: | Giglioni (Siena) |

|                                       |           |                                  |
| Biserni 75’ Confalone 78’ Cavalli 80’ | Marcatori | 38’ (aut.) Bocchini 45’ Floccari |

| Arbitro: | Salati (Trento) |

|             |           |  |
| Ferro 90+4’ | Marcatori |  |

| Arbitro: | Benedetti (Viterbo) |

|                           |           |                       |
| Ranalli 13’ Confalone 42’ | Marcatori | 50’ Bertani 60’ Mussi |

| Arbitro: | Crugliano (Crotone) |

|             |           |                                |
| Mannini 52’ | Marcatori | 44’ Cavalli 65’ (aut.) Melucci |

| Arbitro: | Celi (Bari) |

|            |           |  |
| Cavalli 8’ | Marcatori |  |

| Arbitro: | Gava (Conegliano) |

|           |           |  |
| Selva 24’ | Marcatori |  |

| Arbitro: | Barletta (Bernalda) |

|                                            |           |  |
| Cavalli 35’ (rig.) Pestrin 51’ Piccoli 77’ | Marcatori |  |

| Arbitro: | Torella (Roma) |

|                                             |           |  |
| Guidetti 45+1’ La Grottería 48’ Zecchin 58’ | Marcatori |  |

#### Playoff
| Arbitro: | Banti (Livorno) |

|             |           |              |
| Docente 50’ | Marcatori | 14’ Bernacci |

| Arbitro: | Marelli (Como) |

|                           |           |  |
| Peccarisi 27’ Cavalli 53’ | Marcatori |  |

| Arbitro: | Squillace (Catanzaro) |

|              |           |           |
| Bocchini 73’ | Marcatori | 54’ Centi |

| Arbitro: | Stefanini (Prato) |

|            |           |                              |
| Russo 104’ | Marcatori | 100’ Biserni 112’ Ambrogioni |

### Coppa Italia

#### Girone 2
| Arbitro: | Preschern (Mestre) |

|             |           |            |
| Cavalli 15’ | Marcatori | 26’ Protti |

| 24 agosto 2003 2ª giornata | Torino | 0 – 3 Partita non disputata | Cesena |  |

| Arbitro: | Rizzoli (Bologna) |

|                 |           |              |
| Confalone 45+1’ | Marcatori | 54’ Colacone |

#### Secondo turno
| Arbitro: | Cruciani (Pesaro) |

|           |           |                   |
| Pozzi 72’ | Marcatori | 36’, 50’ Do Prado |

| Arbitro: | Rizzoli (Bologna) |

|                                    |           |                                |
| Coly 2’ Do Prado 37’ Margiotta 59’ | Marcatori | 26’ Ongfiang 74’ L. Ceccarelli |

### Coppa Italia di Serie C

#### Fase a eliminazione diretta
| Arbitro: | Tommasi (Bassano del Grappa) |

|  |           |                           |
|  | Marcatori | 14’ Bernacci 34’ Pulzetti |

| Arbitro: | Barbirati (Ferrara) |

|                              |           |  |
| L. Ceccarelli 28’ Meloni 55’ | Marcatori |  |

| Arbitro: | Gava (Conegliano) |

|                              |           |            |
| Bernacci 14’ Peccarisi 90+3’ | Marcatori | 7’ Sadotti |

| Arbitro: | Orsato (Schio) |

|  |           |                       |
|  | Marcatori | 90’ (aut.) De Stefani |

| Arbitro: | Salati (Trento) |

|                            |           |  |
| Bernacci 13’ Piccoli 90+4’ | Marcatori |  |

| Arbitro: | Forconi (Aprilia) |

|           |           |               |
| Pasca 67’ | Marcatori | 74’ De Feudis |

| Cesena 29 febbraio 2004 Semifinale - Andata | Cesena        | 0 – 0 | Cittadella | Stadio Dino Manuzzi\| Arbitro: \| Lops (Torino) \| |
| Arbitro:                                    | Lops (Torino) |       |            |                                                    |

| Arbitro: | Ciampi (Roma) |

|          |           |             |
| Amore 7’ | Marcatori | 55’ Cavalli |

| Arbitro: | Stefanini (Prato) |

|                                         |           |                |
| Bernacci 5’, 52’ Piccoli 9’ Ranalli 88’ | Marcatori | 24’ Tramezzani |

| Arbitro: | Salati (Trento) |

|  |           |              |
|  | Marcatori | 24’ Bernacci |

### Statistiche di squadra
| Competizione         | Punti | In casa | In casa | In casa | In casa | In casa | In casa | In trasferta | In trasferta | In trasferta | In trasferta | In trasferta | In trasferta | Totale | Totale | Totale | Totale | Totale | Totale | D.R. |
| Competizione         | Punti | G       | V       | N       | P       | Gf      | Gs      | G            | V            | N            | P            | Gf           | Gs           | G      | V      | N      | P      | Gf     | Gs     | D.R. |
| -------------------- | ----- | ------- | ------- | ------- | ------- | ------- | ------- | ------------ | ------------ | ------------ | ------------ | ------------ | ------------ | ------ | ------ | ------ | ------ | ------ | ------ | ---- |
| Serie C1             | 58    | 17      | 11      | 5       | 1       | 33      | 18      | 17           | 4            | 8            | 5            | 14           | 16           | 34     | 15     | 13     | 6      | 47     | 34     | +13  |
| Play-off             | -     | 2       | 1       | 1       | 0       | 3       | 1       | 2            | 1            | 1            | 0            | 3            | 2            | 4      | 2      | 2      | 0      | 6      | 3      | +3   |
| Coppa Italia         | -     | 3       | 0       | 2       | 1       | 3       | 4       | 2            | 1            | 0            | 1            | 5            | 3            | 5      | 1      | 2      | 2      | 8      | 7      | +1   |
| Coppa Italia Serie C | -     | 5       | 4       | 1       | 0       | 10      | 2       | 5            | 3            | 2            | 0            | 6            | 2            | 10     | 7      | 3      | 0      | 16     | 4      | +12  |
| Totale               | -     | 27      | 16      | 9       | 2       | 49      | 25      | 26           | 9            | 11           | 6            | 28           | 23           | 53     | 25     | 20     | 8      | 77     | 48     | +29  |